# BV Selm
Der BV Selm (offiziell: Ballverein 1919 Selm e.V.) war ein Sportverein aus Selm im Kreis Unna. Die erste Fußballmannschaft spielte 17 Jahre in der höchsten westfälischen Amateurliga und wurde im Jahre 1960 Westfalenmeister. 

## Geschichte
Der Verein wurde im Jahre 1919 gegründet und schaffte 1953 den Aufstieg in die damals drittklassige Landesliga Westfalen. Drei Jahre später qualifizierten sich die Selmer für die neu geschaffene Verbandsliga Westfalen und erreichten 1958 den dritten Platz der Staffel 1 hinter der SpVgg Erkenschwick und Arminia Bielefeld. Nachdem die Mannschaft ein Jahr später nur knapp den Klassenerhalt geschafft hatte, wurden die Selmer 1960 Meister ihrer Staffel. In den Endspielen um die Westfalenmeisterschaft setzte sich der BVS durch einen 2:1-Sieg im Entscheidungsspiel gegen den SSV Hagen durch. Es folgte die Aufstiegsrunde zur II. Division West, wo die Selmer als Zweiter hinter dem BV Osterfeld und vor dem SV Baesweiler 09 sportlich den Aufstieg schafften. Der Verein verzichtete jedoch. 
In den folgenden Jahren blieb der BV Selm eine Spitzenmannschaft in der Verbandsliga und erreichte 1962, 1964 und 1965 jeweils den dritten Platz. Ende der 1960er Jahre ging es sportlich bergab. Dem Abstieg in die Landesliga 1970 folgte der Abstieg in die Bezirksliga ein Jahr später. In der Saison 1977/78 kehrten die Selmer nochmal für ein Jahr in die Landesliga zurück, ehe 1982 der Abstieg in die Kreisliga A folgte. Zwischen 1982 und 1985 sowie in der Saison 1997/98 spielten die Selmer nochmals in der Bezirksliga, während ansonsten die Lüdinghausener Kreisliga A zur sportlichen Heimat der Mannschaft wurde.
Mit Heribert Kania brachte der BV Selm einen späteren Bundesligaspieler und mit Wolfgang Mocek einen späteren Regionalligaspieler hervor.

## Nachfolgeverein SG Selm
Im Jahre 2010 fusionierte der BV Selm mit der DJK Grün-Weiß Selm zur SG Selm. Die DJK Grün-Weiß brachte mit Lukas Nottbeck und Theo Schneider zwei spätere Profis hervor und spielte von 1970 bis 1972, von 1973 bis 1977, von 1983 bis 1992 sowie in der Saison 2005/06 in der Bezirksliga. Größte Erfolge waren die dritten Plätze in den Jahren 1974 und 1988.
Die SG Selm startete in der Lüdinghausener Kreisliga A und erreichte dort in der Saison 2013/14 den dritten Platz. Nach der Auflösung des Fußballkreises Lüdinghausen im Jahre 2015 wechselte der Verein in den Fußballkreis Münster-Warendorf und stieg 2018 aus der Kreisliga A ab. Die Selmer schafften daraufhin den direkten Wiederaufstieg.
Heimspielstätte ist die Sparkassen-Arena im Ortsteil Beifang mit einer Kapazität von 2500 Plätzen. Früher war das Stadion unter dem Namen Sportzentrum Sandforter Weg bekannt. Es wird auf Kunstrasen gespielt.